# Вероника ложнокрупнотычинковая
Вероника ложнокрупнотычинковая (лат. Veronica macrostemonoides) — многолетнее травянистое растение, вид рода Вероника (Veronica) семейства Подорожниковые (Plantaginaceae).

## Распространение и экология
Азия: Китай (Кашгария); территория бывшего СССР: Тянь-Шань (Таласский Алатау, Киргизский хребет, Сусамырский хребет, Заилийский Алатау: река Тау-Чиши, Терскей-Алатау, Кунгей-Алатау, Центральный Тянь-Шань), Памиро-Алай (Туркестанский, Алайский, Гиссарский, Зеравшанский хребты), Памир (река Коинды). Описан с Зеравшанского хребта.
Произрастает на мелкозёмистых и щебнистых склонах и по осыпям, в альпийском поясе, до 3700 м над уровнем моря.

## Ботаническое описание
Корневища многочисленные, тонкие. Стебли высотой 12—20 (до 25) см, простые или ветвистые, часто фиолетово окрашенные, приподнимающиеся, извилистые, равномерно покрытые волосками или почти голые.
Листья супротивные, яйцевидные или продолговато-яйцевидные, иногда почти округлые, длиной 8—15 (до 20) см, шириной 6—12 мм, сидячие, с округлым основанием, на верхушке островатые, редко мелкозубчатые или цельнокрайные, курчаво волосистые или почти голые. Нижние — чешуевидные, продолговатые, расставленные.
Цветки в верхушечных, щитковидно-головчатых кистях; прицветники ланцетные; цветоножки длиной 4—6 мм, при плодах — 7—10 мм. Чашечка с пятью ланцетными долями, длиной 3—4 мм, шириной 1—1,5 мм, курчаво-беловолосистая или со скудными волосками; венчик голубой или синий, с трубкой длиной около 1 мм и отгибом диаметром в 5—6 мм. Тычинок несколько, превышают венчик, длиной около 5 мм; пыльники яйцевидные, длиной около 1 мм.
Коробочка длиной около 4 мм, со скудными белыми волосками, на верхушке островатая. Семена неизвестны.

## Таксономия
Вид Вероника ложнокрупнотычинковая входит в род Вероника (Veronica) семейства Подорожниковые (Plantaginaceae) порядка Ясноткоцветные (Lamiales).
|  |                                      |  |                                                             |                                                             |                          |  | ещё 21 семейство (согласно Системе APG II) | ещё 21 семейство (согласно Системе APG II) |                                    |  |  |  | ещё от 300 до 500 видов |
|  |                                      |  |                                                             |                                                             |                          |  | ещё 21 семейство (согласно Системе APG II) | ещё 21 семейство (согласно Системе APG II) |                                    |  |  |  | ещё от 300 до 500 видов |
|  |                                      |  |                                                             | порядок Ясноткоцветные                                      |                          |  |                                            |                                            | род Вероника                       |  |  |  |                         |
|  |                                      |  |                                                             | порядок Ясноткоцветные                                      |                          |  |                                            |                                            | род Вероника                       |  |  |  |                         |
|  | отдел Цветковые, или Покрытосеменные |  |                                                             |                                                             | семейство Подорожниковые |  |                                            |                                            | вид Вероника ложнокрупнотычинковая |  |  |  |                         |
|  | отдел Цветковые, или Покрытосеменные |  |                                                             |                                                             | семейство Подорожниковые |  |                                            |                                            |                                    |  |  |  |                         |
|  |                                      |  | ещё 44 порядка цветковых растений (согласно Системе APG II) | ещё 44 порядка цветковых растений (согласно Системе APG II) |                          |  |                                            | ещё 90 родов                               | ещё 90 родов                       |  |  |  |                         |
|  |                                      |  |                                                             | ещё 44 порядка цветковых растений (согласно Системе APG II) |                          |  |                                            |                                            | ещё 90 родов                       |  |  |  |                         |